# Ch'ongryŏn
L'Associazione generale dei residenti coreani in Giappone (chosŏngŭl: 재일본 조선인 총련합회, Chae Ilbon Chosŏnin Ch'ongryŏnhaphoe; kanji: 在日本朝鮮人総聯合会, Zai-Nihon Chōsenjin Sōrengōkai), abbreviato in Ch'ongryŏn (chosŏngŭl: 총련총련, Hanja: 總聯總聯) o Chōsen Sōren (giapponese: 朝鮮総連, 朝鮮総連?), è una delle due principali organizzazioni per i zainichi (coreani residenti in Giappone) e ha stretti contatti con la Corea del Nord. Poiché non esistono delle relazioni diplomatiche tra i due Paesi, l'associazione ha funzionato come un'ambasciata nordcoreana in Giappone.
I membri della Ch'ongryŏn sono prevalentemente cittadini che hanno mantenuto la loro registrazione come Chōsen-seki, invece di ottenere o essere nati con la cittadinanza giapponese o sudcoreana. Il Chōsen-seki era uno status legale con il quale il governo giapponese definì nel periodo successivo della seconda guerra mondiale, quando il governo della penisola coreana era ancora indeterminato. Fino alla fine del secondo conflitto mondiale, la Corea era sotto il dominio giapponese ed essendo parte dell'Impero, la cittadinanza dei coreani sia in Giappone che in Corea era quella giapponese.
L'altra organizzazione principale è la Mindan, l'Unione dei residenti coreani in Giappone, e riunisce gli zainichi che hanno adottato la cittadinanza sudcoreana. Attualmente, nel totale di 610 000 coreani residenti in Giappone che non hanno adottato la cittadinanza giapponese, il 25% sono membri della Ch'ongryŏn mentre il 65% è iscritto nella Mindan. I forti legami della Ch'ongryŏn con la Corea del Nord, la sua aderenza all'ideologia Juche e l'opposizione all'integrazione dei coreani nella società giapponese, sono aspetti che rendono tale organizzazione la più controversa tra le due in Giappone.
La sede della Ch'ongryŏn è situata a Chiyoda, e sono presenti degli uffici e delle filiali nelle prefetture e regioni di tutto il Giappone. Tuttavia, l'organizzazione si è trovata in gravi difficoltà finanziarie, con debiti per oltre 750 milioni $, ed è stata costretta dal tribunale nel 2012 a vendere la maggior parte delle sue attività, compresa la sede di Tokyo.
Esistono numerose organizzazioni affiliate alla Ch'ongryŏn, tra cui 18 organi di propaganda di massa e 23 imprese commerciali. Uno dei settori aziendali più importanti è il pachinko. Gestisce inoltre circa 60 scuole coreane e un'università coreana, oltre a banche e altre strutture in Giappone.
I cinque maggiori ufficiali della Ch'ongryŏn sono membri anche dell'Assemblea popolare suprema in Corea del Nord.
Il 23 febbraio 2018, la sede della Ch'ongryŏn è stata il bersaglio di un attacco durante il quale due persone su un furgone avevano aperto il fuoco contro l'edificio prima delle 4 del mattino. Alla fine furono arrestati dalla polizia e identificati come Satoshi Katsurada, un attivista di destra, e Yoshinori Kawamura, un ex membro dello yakuza confermato come il responsabile per aver sparato i cinque colpi con la pistola.

## Storia
I coreani residenti in Giappone a lungo termine discendono dai coreani etnici che si stanziarono nel territorio come:
- Migranti durante il domino giapponese della Corea (1910–1945)
- Lavoratori forzati durante la seconda guerra mondiale
- Rifugiati del dopoguerra, specialmente dal massacro di Jeju del 1948.

Un sondaggio del 1953 rivelò che il 93% dei coreani proveniva dalla metà settentrionale della penisola.
Dal 1910 al 1945, i coreani etnici avevano la cittadinanza giapponese ma, al termine della seconda guerra mondiale, tale condizione rimase ambigua, poiché non esisteva ancora un governo riconosciuto e attivo nella penisola coreana (il Governo provvisorio della Repubblica di Corea, un governo in esilio, era alquanto riconosciuto a livello internazionale e non è stato un governo formale fino alla formazione della Corea del Sud nel 1948). La loro nazionalità fu provvisoriamente registrata come Joseon (Chōsen in giapponese), il vecchio nome della Corea unita.
La dichiarazione d'indipendenza del 1948 della Corea del Nord e del Sud rese Joseon una nazionalità non più esistente. Alle persone di nazionalità Joseon fu permesso di registrarsi come sudcoreani; tale operazione era impedita ai nordcoreani poiché il Giappone riconobbe solamente la Corea del Sud come il governo legittimo della Corea, così i sostenitori del Nord rimasero con la nazionalità Joseon.
I Coreani etnici in Giappone istituirono l'Associazione dei Coreani in Giappone nel 1945, con un'ideologia socialista, che fu messo al bando nel 1949 per ordine dell'esercito alleato di occupazione. Nel 1951 fu istituito il Fronte democratico unito di Corea in Giappone ma fu in seguito bandito a causa del sospetto coinvolgimento nei disordini del 1º maggio 1952.
Nel 1952, il leader nordcoreano Kim Il-sung ordinò al Movimento socialista coreano degli zainichi di essere coordinati a stretto contatto con il governo nordcoreano e di lottare non per una rivoluzione socialista in Giappone ma bensì per la riunificazione socialista della penisola coreana.
La Ch'ongryŏn fu fondata il 25 maggio 1955 da Han Duk-su, attivista dei movimenti di sinistra del lavoro in Giappone.
Verso la fine degli anni cinquanta, la Ch'ongryŏn condusse una campagna per persuadere i coreani zainichi a migrare in Corea del Nord. La campagna fu contrastata con veemenza dalla Mindan pro-sudcoreana che organizzò scioperi della fame e ostruzioni dei treni. Tuttavia, circa 87 000 zainichi e 6000 consorti giapponesi si trasferirono in Corea del Nord. Secondo un disertore, lui stesso un ex civile rientrato, molti fecero una petizione per ritornare in Giappone e in risposta furono portati nei campi di prigionia. Le ricerche giapponesi stimano il numero di zainichi rientrati in Corea del Nord e condannati ai campi di lavoro a circa 10 000 persone. Nel 1990 Su-to Ha, ex vice direttore all'organizzazione della Ch'ongryŏn che è stata espulsa nel 1972 per aver chiesto delle riforme democratiche, guidò un raduno di 500 persone a Tokyo per protestare contro le violazioni dei diritti umani in Corea del Nord, durante la quale i manifestanti accusarono il governo nordcoreano di tenere in ostaggio gli ex-zainichi per arricchirsi con le rimesse.

### Conflitto con la Corea del Sud
La Commissione elettorale nazionale della Corea del Sud considerò di prevenire i residenti Ch'ongryŏn dal voto nelle elezioni presidenziali sudcoreane del 2012.

### Terremoto e maremoto del Tōhoku del 2011
La Fukushima Korean School affiliata alla Ch'ongryŏn diede riparo a 18 cittadini giapponesi dal 18 marzo fino alla fine del mese. Tuttavia, la Ch'ongryŏn criticò il Ministero degli affari esteri giapponese per non aver riconosciuto ufficialmente la Corea del Nord come uno dei paesi che aveva inviato aiuti umanitari ai sopravvissuti al terremoto e maremoto del Tōhoku del 2011.

### Morte e funerale di Kim Jong-il
In seguito alla morte del leader nordcoreano Kim Jong-il nel dicembre del 2011, la Ch'ongryŏn ordinò ai membri di mantenere un basso profilo. Gli studenti nelle sue scuole fu proibito di rilasciare dichiarazioni ai giornalisti, giapponesi e occidentali, che furono in seguito allontanati dalle strutture.
Il governo giapponese rifiutò nondimeno di rilasciare dei permessi di rientro in modo da fermare il personale della Ch'ongryŏn nel caso avesse voluto partecipare ai funerali del leader.

### Asta
Nel giugno del 2012, la Corte suprema giapponese ha riconosciuto il ruolo della Ch'ongryŏn come ambasciata de facto della Corea del Nord ed ha autorizzato il sequestro e la messa all'asta di tutte le proprietà dell'associazione per ripagare i debiti. Nel 2013 venne approvata un'offerta di Ekan Ikeguchi, sommo sacerdote del tempio shingon di Kagoshima, che però non riuscì a garantire il finanziamento. A novembre del 2014, Marunaka Holdings Co. ha acquistato la proprietà per 2,21 miliardi ¥ con l'intenzione di sfrattare la Ch'ongryŏn.

## Ideologia
Sul sito ufficiale, la Ch'ongryŏn afferma che tutte le loro attività si basano intorno al concetto di Juche, l'ideologia ufficiale di stato della Corea del Nord.
La Ch'ongryŏn sostiene di essere coinvolta in una pacifica riunificazione della penisola coreana sotto il Juche, e non riconosce la Repubblica di Corea. Si riferisce alla Corea del Sud come Minami Chosen (Namjosŏn, "Joseon meridionale"), in opposizione al giapponese Kankoku (Hanguk).
L'associazione si oppone all'uso del termine giapponese Kita-Chosen ("Corea del Nord") come abbreviazione della Repubblica Democratica Popolare di Corea, preferendo Kyōwakoku ("La repubblica") o Sokoku ("La patria"). Nel 1972, la Ch'ongryŏn fece una campagna infruttuosa per convincere i media giapponesi a non riferirsi più alla Corea del Nord con la parola Kita-Chosen, ma come compromesso molte aziende mediatiche hanno accettato di riferirsi alla RDPC con il suo nome ufficiale almeno una volta in ogni articolo. Da gennaio 2003, tale politica iniziò ad essere abbandonata da molti giornali, a partire dal Tokyo Shimbun, che annunciò di non scrivere mai più il nome intero, seguito da Asahi, Mainichi e Nikkei.
La Ch'ongryŏn sostiene di essere l'organo rappresentativo dei cittadini nordcoreani in Giappone e rifiuta la concezione secondo la quale vengono considerati come una minoranza etnica.
Tra le due principali organizzazioni coreane in Giappone, la Ch'ongryŏn è stata la più attiva nella difesa dell'identità etnica coreana: l'associazione è generalmente contraria all'integrazione nella società giapponese; per esempio, scoraggia i suoi membri dal naturalizzarsi come giapponesi o sposare cittadini giapponesi (definendo tale atto un "matrimonio internazionale"). Rifiuta persino il diritto degli zainichi a votare o partecipare alle elezioni regionali giapponesi, considerandolo un tentativo inaccettabile di assimilazione nella società giapponese. Al contrario, la Mindan sudcoreana sta conducendo una campagna per una più ampia partecipazione degli zainichi alla vita politica giapponese.

## Attività
La Ch'ongryŏn offre diversi servizi ai membri, come consulenze legali e matrimoniali e aiuti per l'occupazione, ed è inoltre responsabile del rilascio dei passaporti della Corea del Nord.
Le organizzazioni affiliate alla Ch'ongryŏn gestiscono imprese e banche per garantire posti di lavoro, servizi e reti sociali per gli zainichi al di fuori della società principale. Negli anni settanta e ottanta, queste organizzazioni costituivano un importante collegamento economico tra la Corea del Nord e il Giappone. Le società affiliate alla Ch'ongryŏn monitoravano la Borsa di Tokyo per consentire alla Corea del Nord di vendere i suoi metalli non ferrosi e altri minerali a prezzi più vantaggiosi e di acquistare beni di consumo giapponesi a basso costo per la riesportazione nei paesi del Comecon. Si ritiene che i sostenitori della Ch'ongryŏn controllino fino a un terzo del settore dei pachinko in Giappone. Un'importante funzione di queste imprese è quella di guadagnare valuta forte da consegnare a Pyongyang, con rimesse annuali stimate tra i 600 milioni $ e 1,9 miliardi $ ma probabilmente molto inferiori. Ch'ongryŏng ha annunciato il 17 marzo 2010 dei piani per aprire tre ristoranti a Pyongyang, ognuno gestito dalla sede principale di Tokyo, da quella regionale di Kantō e da quella di Kinki-Tōkai.
La Ch'ongryŏn pubblica il giornale Choson Sinbo, oltre a riviste e altre pubblicazioni. Tra i siti web gestiti da organizzazioni affiliate alla Ch'ongryŏn vi è il The People's Korea in lingua inglese. L'associazione organizza anche attività culturali e gestisce squadre rappresentative rappresentanti i suoi membri.
La Ch'ongryŏn organizza viaggi per i membri in Corea del Nord, di solito per visite ai parenti o alle scuole coreane per gli studenti. Possiede il Mangyongbong-92, un traghetto merci e passeggeri che collega Niigata in Giappone a Wŏnsan in Corea del Nord, che ha servito come collegamento diretto tra i due paesi ed è oggetto di molte controversie. Al traghetto fu vietato l'approdo al porto giapponese per sei mesi in risposta ai test missilistici nordcoreani del 2006 ed è stato bandito a tempo indeterminato in seguito al test nucleare dello stesso anno.
Il Congresso, l'organo legislativo più importante della Ch'ongryŏn, si riunisce ogni tre anni dal 1961 per discutere la sua agenda, l'elezione dei leader chiave e il bilancio dell'organizzazione.

### Scuole coreane

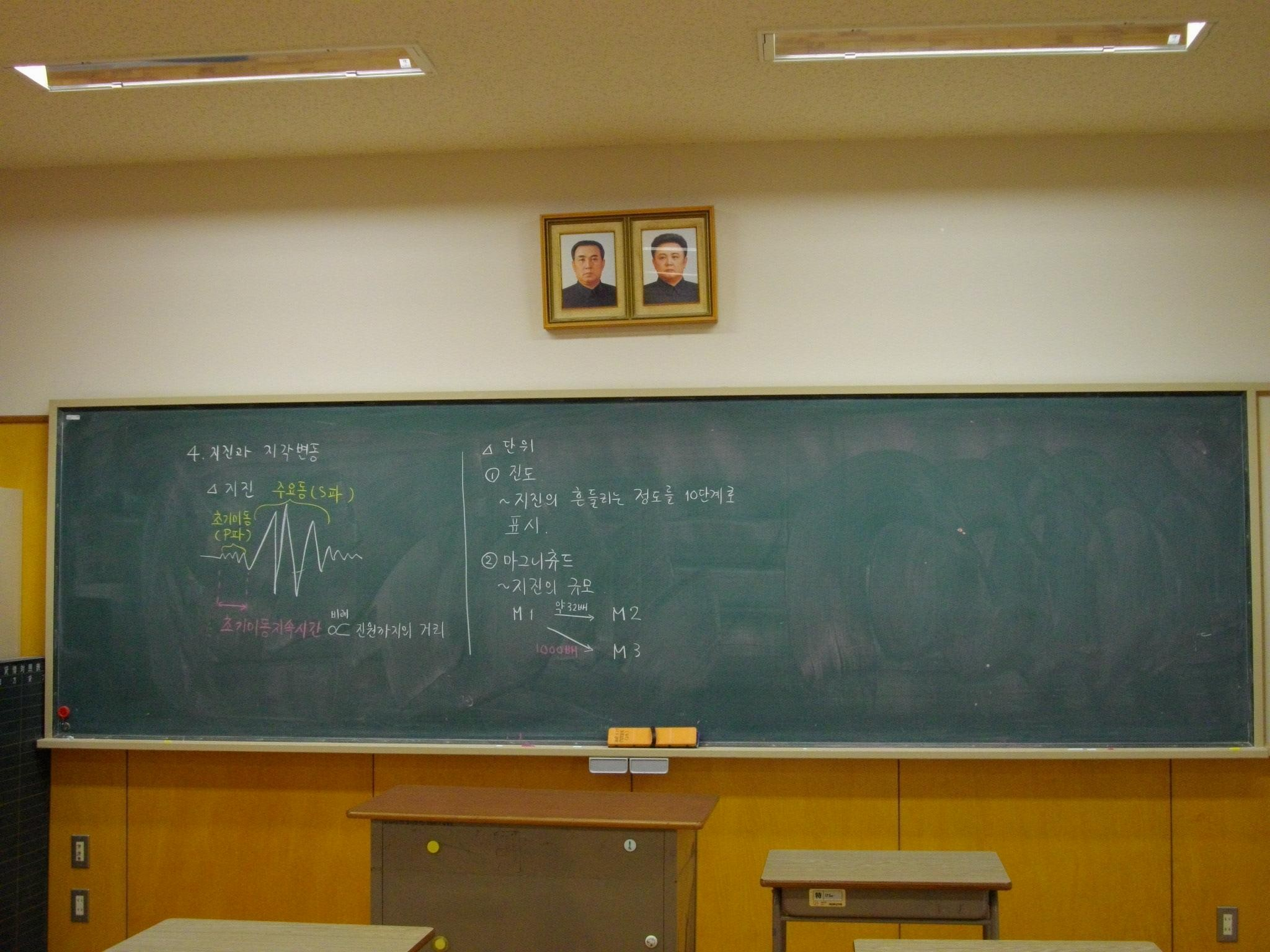
Aula nella Tokyo Korean High School con i ritratti di Kim Il-sung e Kim Jong-il.

La Ch'ongryŏn gestisce 140 scuole coreane (Chōsen gakkō, 朝鮮学校, 朝鮮学校? o chosǒn hakkyo, 조선학교) in tutto il Giappone, compresi asili e un'università, la Korea University, inizialmente finanziata anche dal governo nordcoreano. Tutte le lezioni e conversazioni nelle scuole sono in coreano, e viene insegnata l'ideologia nordcoreana e la fedeltà a Kim Il-Sung, Kim Jong-il e Kim Jong-un. Secondo la legge giapponese non sono classificate come scuole regolari poiché non seguono gli indirizzi nazionali.
La loro posizione militante viene sempre più criticata da alunni, genitori e pubblico. Il numero di alunni che ricevono l'educazione dalle scuole affiliate alla Ch'ongryŏn è diminuito drasticamente negli ultimi anni, fino a circa 10 000 nel 2009 da un picco di 46 000 nei primi anni settanta, con molti, se non tanti, zainichi che ora preferiscono iscrivere i propri figli alle normali scuole giapponesi. A marzo del 2010, vi erano 12 scuole superiori Ch'ongryŏn con circa 2 000 studenti.
Inizialmente le scuole erano finanziate dalla Corea del Nord, ma oggi i finanziamenti provengono in parte dalle autorità locali giapponesi e molti istituti stanno affrontando delle difficoltà finanziarie. Il governo giapponese ha respinto le richieste della Ch'ongryŏn di finanziare le sue scuole, citando l'articolo 89 della Costituzione giapponese secondo il quale viene proibito l'impiego di fondi pubblici da parte di organizzazioni poste al di fuori del controllo statale. Il finanziamento da parte delle autorità locali avviene solitamente sotto forma di prestazioni speciali versate alle famiglie degli alunni, anziché pagare direttamente le scuole, per evitare una palese violazione dell'articolo 89.
La Mindan ha anche gestito un sistema scolastico per i figli dei suoi membri, anche se meno diffuso e organizzato rispetto alla sua controparte nordcoreana.
Un altro problema è l'esame equivalente, il daiken, che qualifica coloro che non si sono diplomati in una scuola superiore ordinaria consentendo quindi di fare domanda per un posto in un'università statale e sostenere un esame di ammissione. Fino a poco tempo fa, solamente coloro che avevano completato l'istruzione obbligatoria (cioè fino alle medie inferiori) avevano il diritto di prendere il daiken; ciò significava che gli alunni delle scuole etniche dovevano fare dei corsi extra prima di poter sostenere l'esame. Nel 1999 il requisito è stato modificato in modo da permettere a chiunque abbia superato una certa età di ottenere il titolo. Gli attivisti non furono soddisfatti perché ciò avrebbe costretto i diplomati delle scuole superiori non giapponesi a ottenere il daiken. Nel 2003, il Ministero dell'istruzione ha rimosso l'obbligo di svolgere il test equivalente tra i diplomati delle scuole cinesi, coreane Mindan e quelle internazionali affiliate alle nazioni occidentali e accreditate da organizzazioni americane e britanniche. Tuttavia, furono esclusi dalla riforma i diplomati delle scuole sostenendo che i loro curricula non potevano esser approvati. La decisione è stata lasciata alle singole università, il 70% delle quali ha permesso ai diplomati Ch'ongryŏn di candidarsi direttamente.
Il governo nordcoreano ha promosso le scuole Ch'ongryŏn per 50 anni tramite "fondi per il sostegno educativo" e "borse di studio" per un totale di circa 46 miliardi ¥. Il governo giapponese ha proposto di coprire l'insegnamento per tutte le scuole private in Giappone, ad eccezione di quelle Ch'ongryŏn. Dal momento che le scuole Ch'ongryŏn non sono coperte dalle tasse scolastiche, ci sono stati conflitti all'interno dell'organizzazione nordcoreane riguardo al cambiamento delle politiche scolastiche o al mantenimento di quelle attuali.
La Zaitokukai ha ricevuto delle critiche dalla Corte distrettuale per molestare gli alunni affiliati alla Ch'ongryŏn.

## Calo degli iscritti
Fino agli anni settanta, la Ch'ongryŏn rappresentava il gruppo dominante tra gli zainichi, e in un certo senso rimane oggi il più influente in Giappone. Tuttavia, l'ampliamento della disparità riguardo alle condizioni politiche ed economiche delle due Coree ha reso di fatto l'associazione filo-sudcoreana Mindan la fazione più grande e meno controversa.
In generale, la Ch'ongryŏn è un'organizzazione in declino principalmente gestita dai zainichi chosenjin che apprezzano i contributi che l'organizzazione e il governo nordcoreano hanno dato alle loro vite, indipendentemente dalle attuali condizioni politiche. In confronto, la terza e la quarta generazione di zainichi chosenjin hanno in gran parte abbandonato la partecipazione attiva o la lealtà all'ideologia della Ch'ongryŏn. Tra le motivazioni che hanno portato al crescente allontanamento vi è stata la diffusa tolleranza dei coreani da parte dei giapponesi negli ultimi anni che ha ridotto notevolmente il bisogno di affidarsi alla Ch'ongryŏn e la crescente impopolarità di Kim Jong-il anche tra gli stessi membri dell'associazione. Molti zainichi Chosenjin si sentirono profondamente traditi dall'ammissione da parte del governo nordcoreano del rapimento di 13 cittadini giapponesi nel corso degli anni, poiché la Ch'ongryŏn aveva sempre negato tali azioni. Indipendentemente dal fatto che i funzionari Ch'ongryŏn fossero a conoscenza dei sequestri o meno, i membri ordinari dell'associazione che avevano creduto alla linea del partito si sentirono profondamente umiliati e disillusi, scoprendo di essere stati usati come portavoce per negare i gravi illeciti commessi dalla Corea del Nord.

## Controversie
Le autorità giapponesi hanno recentemente iniziato a reprimere le attività della Ch'ongryŏn, mosse di solito criticate dall'associazione come atti di repressione politica.
- Il primo raid contro le strutture Ch'ongryŏn è avvenuto nel 1994, quando un raduno organizzato a Osaka dal Rescue the North Korean People! (RENK),[39] un gruppo di cittadini giapponesi istituito per aiutare i rifugiati e per chiedere la democrazia e il rispetto dei diritti umani in Corea del Nord, venne attaccato e disperso da una folla di 100 persone. Le indagini della polizia rivelarono che i disordini erano stati orchestrati dalla Ch'ongryŏn.[40]
- Nel novembre 2001, la polizia fece irruzione nel quartier generale di Tokyo della Ch'ongryŏn e nel suo ufficio regionale nella capitale, come parte di un'inchiesta sulla presunta appropriazione indebita di denaro da parte di uno degli alti funzionari dell'associazione, in seguito all'arresto di Kang Young Kwan, membro del comitato centrale della Ch'ongryŏn e ex capo del suo ufficio finanziario, che aveva ammesso di aver deviato 6,5 milioni $ per conto della Ch'ongryŏn da Tokyo Chogin, un'associazione di credito istituita per servire i residenti filo-nordcoreani fallita nel 1999. Circa 400 sostenitori della Ch'ongryŏn si scontrarono con la polizia dopo essersi riuniti in una protesta contro quello che definirono come un atto di repressione politica e discriminazione razziale.[41][42]
- Nel 2002, Shotaro Tochigi, vice direttore dell'Agenzia d'informazione per la pubblica sicurezza, dichiarò ad una sessione della Commissione per gli affari finanziari della Camera dei rappresentanti che l'agenzia stava indagando sulla Ch'ongryŏn per sospetti trasferimenti illeciti di fondi verso la Corea del Nord.[43]
- Nel 2003, un disertore nordcoreano, in una dichiarazione al comitato del Senato degli Stati Uniti, affermò che oltre il 90% dei componenti utilizzati dalla Corea del Nord per costruire i missili erano stati portati dal Giappone a bordo della Mangyongbong-92, la nave operata dalla Ch'ongryŏn che rappresenta l'unico collegamento diretto regolare tra la Corea del Nord e il Giappone.[44]
- Nel 2003, la Associated Press riferì che le autorità giapponesi erano in procinto di accusare un ex membro di 72 anni della Ch'ongryŏn, impegnato in attività di spionaggio con l'uso di una falsa identità. È stato affermato che le istruzioni di spionaggio gli venivano trasmesse dal capitano della Mangyongbong-92. Il primo ministro Jun'ichirō Koizumi dichiarò ai giornalisti: "Dobbiamo sorvegliare attentamente (la nave) che non venga usata per attività criminali."[45]
- Nel luglio 2003, il governo metropolitano di Tokyo annullò una decisione presa nel 1972 dal governatore socialista Ryokichi Minobe di esentare la Ch'ongryŏn dalla tassa sulla proprietà. L'associazione si rifiutò di pagare, causando il sequestro di tre sue proprietà.[46]
- Nel marzo 2006, la polizia fece irruzione in sei strutture collegate alla Ch'ongryŏn in un'indagine riguardo alla scomparsa di uno dei presunti rapiti, Tadaaki Hara, nel giugno del 1980. Il portavoce della polizia affermò che il capo di Ch'ongryŏn era sospettato di cooperare nel suo rapimento.[47]
- Nel novembre 2006, la polizia ha fatto irruzione nel quartier generale della Ch'ongryŏn a Tokyo in un'indagine dietro un tentativo di esportare illegalmente 60 sacchi di soluzioni endovenose in Corea del Nord.[48] Il carico venne intercettato dalle dogane giapponesi a bordo della Mangyongbong-92, imbarcato da una donna senza averlo dichiarato alle autorità.[48] Una folla di sostenitori della Ch'ongryŏn, tuttavia, cercarono invano di bloccare l'accesso all'edificio.[48]
- Il 3 marzo 2007, migliaia di membri della Ch'ongryŏn organizzarono una manifestazione a Hibiya Park per protestare contro le indagini della polizia sull'organizzazione, il bullismo degli scolari e il blocco della Mangyongbong-92 in seguito al test nucleare nordcoreano,[49] I manifestanti, il cui numero era compreso tra 3 000 (secondo i media locali) e 7 000 (secondo Ch'ongryŏn) persone, hanno inscenato una marcia di 2,9 km con i manifesti del leader nordcoreano Kim Jong-il.[49] Secondo il numero due della Ch'ongryŏn, Nam Sung-u, "noi coreani in Giappone abbiamo avuto tanta sofferenza durante il periodo coloniale e anche dopo la liberazione. Ci siamo uniti per sopravvivere."[49] Il governo metropolitano di Tokyo tentò di vietare la protesta per timore della violenza, ma venne bloccato da una sentenza della corte. La polizia antisommossa si è scontrata con i gruppi ultranazionalisti giapponesi che si erano riuniti in contrasto alla manifestazione.[49]
- Nel giugno 2007 è stato riferito che la Ch'ongryŏn tentò di vendere la sua sede a Shigetake Ogata, l'ex direttore dell'Agenzia d'informazione per la pubblica sicurezza che ora guida una compagnia d'investimenti, a causa di problemi finanziari e tensioni con il governo giapponese. Tuttavia i creditori si erano trasferiti per bloccare la vendita in tribunale e, secondo i media nordcoreani, i tribunali hanno concesso a un'agenzia di recupero giapponese il diritto di disporre della proprietà.[50]

## Scuole e istituti Ch'ongryŏn
- 3 scuole dell'infanzia
- 19 scuole elementari
- 34 istituti comprensivi elementari-medie
- 5 istituti comprensivi elementari-medie-superiori
- 2 scuole medie
- 3 istituti comprensivi medie-superiori
- 4 scuole superiori
- 1 università (la Korea University)
- 8 Banche
- Zainichi Korean Science and Technology Association
- Chugai Travel